# Laramie
Laramie è una città e capoluogo della contea di Albany, Wyoming, Stati Uniti. La popolazione era di 30 816 abitanti al censimento del 2010. Situata sul fiume Laramie, nel sud-est del Wyoming, la città si trova a ovest di Cheyenne, all'incrocio tra l'Interstate 80 e l'U.S. Route 287.
Laramie fu colonizzata a metà del XIX secolo lungo la linea della Union Pacific Railroad, che attraversa il fiume Laramie a Laramie. È sede dell'Università del Wyoming, del Wyoming Technical Institute e di un ramo del Laramie County Community College. L'Aeroporto Regionale di Laramie serve Laramie. Le rovine di Fort Sanders, un forte dell'esercito che precede Laramie, si trovano a sud della città lungo la Route 287. Situata nella Laramie Valley tra le Medicine Bow Mountains e le Laramie Mountains, la città attira gli appassionati di attività all'aria aperta con la sua abbondanza di attività all'aria aperta.
Nel 1869 il Wyoming fu organizzato come Territorio del Wyoming, la cui prima legislatura approvò un disegno di legge che garantiva uguali diritti politici alle donne nel territorio. Nel marzo 1870, cinque residenti di Laramie divennero le prime donne al mondo a far parte di una giuria. Poiché Laramie fu la prima città del Wyoming a tenere un'elezione municipale, il 6 settembre 1870, Louisa Swain, residente a Laramie, fu la prima donna degli Stati Uniti a votare legalmente in un'elezione generale.
Nel 2011, Laramie è stata nominata come una delle migliori città in cui ritirarsi dalla rivista Money, che ha citato la sua posizione panoramica, le tasse basse e le opportunità di istruzione.

## Geografia fisica
Secondo lo United States Census Bureau, ha un'area totale di 17,76 mi² (46,00 km²).

## Società

### Evoluzione demografica
Secondo il censimento del 2010, la popolazione era di 30 816 abitanti.

### Etnie e minoranze straniere
Secondo il censimento del 2010, la composizione etnica della città era formata dall'89,5% di bianchi, l'1,3% di afroamericani, lo 0,7% di nativi americani, il 3,2% di asiatici, lo 0,1% di oceanici, il 2,5% di altre razze, e il 2,8% di due o più etnie. Ispanici o latinos di qualunque razza erano il 9,2% della popolazione.

## Infrastrutture e trasporti
Laramie è collegata via aerea grazie alla presenza dell'aeroporto regionale di Laramie, collocato a circa 5 km ad ovest del centro cittadino.